# Ioditis capnobactra
Ioditis capnobactra är en fjärilsart som beskrevs av Edward Meyrick 1938. Ioditis capnobactra ingår i släktet Ioditis och familjen vecklare. Inga underarter finns listade i Catalogue of Life.